# Dieter von Würzen

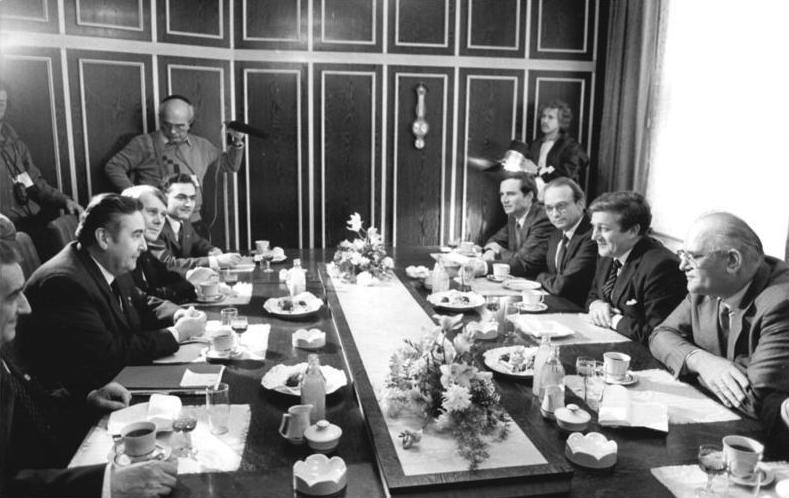
Dieter von Würzen (2. v.r.)

Dieter Hermann Hans-Joachim von Würzen (* 24. Juni 1930 in Hamburg; † 8. Januar 2003 in Bonn) war ein deutscher Verwaltungsjurist und Staatssekretär.

## Leben und Beruf
Nach dem Abitur 1949 am Gymnasium in Osterode am Harz studierte von Würzen Rechtswissenschaften an den Universitäten Marburg und Göttingen. Das Erste juristische Staatsexamen bestand er im Jahr 1953, das Zweite 1958. Zum Dr. jur. wurde er 1960 promoviert mit einer Dissertation über „Internationales Kraftfahrzeugrecht: Europäische und weltweite Vereinbarungen unter Einschluß des Versicherungs-, Steuer- und Zollrechts“.
1959 trat er in das Bundesministerium für Wirtschaft ein und arbeitete zunächst als Hilfsreferent im Rechtsreferat, aus dem eine Reihe von Führungskräften hervorging. Unter Bundesminister Schiller wurde von Würzen Kabinettreferent und danach Leiter des Ministerbüros. Nach Schillers Rücktritt 1972 wurde von Würzen als Ministerialdirigent umgesetzt auf die Leitung einer Unterabteilung, zu der auch das Rechtsreferat gehörte. 1974 erhielt er als Ministerialdirektor die Leitung der Abteilung IV (Gewerbliche Wirtschaft/Wirtschaftsförderung Berlin). Nachdem Staatssekretär Detlev Rohwedder in die Privatwirtschaft gewechselt war, folgte ihm von Würzen 1979 nach und trat 1995 mit dem Erreichen der Altersgrenze in den Ruhestand.